# Dagda (Lettonia)
Dagda è un comune della Lettonia di 9.559 abitanti (dati 2009)

## Geografia antropica

### Suddivisioni amministrative
Il comune è stato istituito nel 2009 ed è formato dalle seguenti unità amministrative:
- Andrupene
- Andzeļi
- Asūne
- Bērziņi
- Dagda, sede comunale
- Ezernieki
- Konstantinova
- Ķepova
- Svariņi
- Šķaune